# Final da Taça da Liga de 2022–23
A Final da Taça da Liga de 2022–23 foi uma partida de futebol disputada no dia 28 de Janeiro de 2023 para determinar o vencedor da Taça da Liga de 2022-23. A Final foi disputada no Estádio Municipal de Leiria, em Leiria, entre o Sporting e o Porto. O Porto venceu a prova, ao derrotar o Sporting por 2–0, conquistando a sua 1ª Taça da Liga. O árbitro do encontro foi João Pinheiro.

## Final
A Final foi disputada a 28 de Janeiro de 2023 no Estádio Municipal de Leiria.
| 28 de janeiro de 2023 | Sporting | 0 – 2  | Porto                          | Estádio Municipal de Leiria, Leiria    |
| 19:45                 |          | Súmula | Eustáquio 10' · I. Marcano 86' | Público: 19 263 Árbitro: João Pinheiro |